# Elezioni presidenziali in Argentina del 1995
Le elezioni presidenziali in Argentina del 1995 si tennero il 14 maggio. Esse videro la vittoria del presidente uscente Carlos Saúl Menem, peronista, che sconfisse José Octavio Bordón, candidato del Frente País Solidario (partito nato dall'ala sinistra del Partito Giustizialista).

## Risultati
| Candidati                 | Candidati            | Partiti                                   | Voti       | %     |
| Presidente                | Vicepresidente       | Partiti                                   | Voti       | %     |
| ------------------------- | -------------------- | ----------------------------------------- | ---------- | ----- |
| Carlos Saúl Menem         | Carlos Ruckauf       | Partito Giustizialista                    | 8 687 511  | 49,94 |
| José Octavio Bordón       | Carlos Álvarez       | Frente País Solidario                     | 5 096 104  | 29,30 |
| Horacio Massaccesi        | José María Hernández | Unione Civica Radicale                    | 2 956 137  | 16,99 |
| Aldo Rico                 | Fernández Pezzano    | Movimento per la Dignità e l'Indipendenza | 310 069    | 1,78  |
| Fernando Ezequiel Solanas | Carlos Imizcoz       | Alianza Sur                               | 71 625     | 0,41  |
| Fernando López De Zavalía | Pedro Benajam        | Forza Republicana                         | 64 007     | 0,37  |
| Luis Zamora               | Silvia Díaz          | Movimento Socialista dei Lavoratori       | 45 973     | 0,26  |
| Jorge Altamira            | Graciaela Molle      | Partito Operaio                           | 32 299     | 0,19  |
| Mario Mazzitelli          | Alberto Fonseca      | Partito Socialista Autentico              | 32 174     | 0,18  |
| Lía Méndez                | Liliana Ambrosio     | Partito Umanista                          | 31 203     | 0,18  |
| Alcides Christensen       | José Montes          | Movimento per il Socialismo               | 27 643     | 0,16  |
| Humberto Tumini           | Jorge Reyna          | Patria Libera                             | 24 326     | 0,14  |
| Amílcar Santucho          | Irma Anognazzi       | Movimento Democratico Anti-imperialista   | 13 066     | 0,08  |
| Juan Carlos Onganía       | Ricardo Paz          | Fronte per la Concordia Patriottica       | 3 147      | 0,02  |
| Totale                    | Totale               | Totale                                    | 17 395 284 | 100   |